# Andreï Ivanovitch Borissov
Pour les articles homonymes, voir Borissov.
Andreï Ivanovitch Borissov, né en 1798 à Akhtyrsky Uyezd (en) et mort le 30 septembre 1854 à Malaya Razvodnaya (gouvernement d'Irkoutsk), est un officier russe, un des décembristes.

## Biographie
Né dans une famille noble, son père Ivan Andreevich Borissov, est un major à la retraite de la flotte de la mer Noire et sa mère est Praskovya Emelyanovna Dmitrieva. Son frère cadet est Piotr Ivanovitch Borissov.
Il est éduqué à la maison par son père et étudie les mathématiques et l'artillerie avec le décembriste A.K. Berstel. Il aime les sciences naturelles et la philosophie et se passionne pour les œuvres,entre autres, de Voltaire, Helvétius ou encore Holbach.
Avec son frère, il entre au service dans les cadets de la 26e brigade d'artillerie le 10 juin 1816. Il est nommé enseigne le 18 juin 1820 et est muté le 6 juillet 1820, à la 8e brigade d'artillerie. Le 24 décembre 1823, il est démis de ses fonctions avec le grade de sous-lieutenant pour raisons familiales.
Avec son frère, il a été initié à la franc-maçonnerie par Jean Baptiste Viollet, fondateur de la loge Euxine Pontus à Odessa et membre de la loge écossaise d'Odessa dit des Trois Royaumes de la Nature.
En 1818, avec son frère, il fonde la Société du Premier Consentement, qui se transforme bientôt en Société des Amis de la Nature. Avec son frère et Ioulian Lioublinski, il fonde aussi la Société des Slaves unis en 1823.
Arrêté le 14 janvier 1826 pour ses activités secrètes, il est libéré après un interrogatoire et plusieurs jours d'arrestation. Arrêté de nouveau dans le village de Buimir (district de Lebedinsky), par ordonnance du 9 février 1826, il est envoyé à Koursk puis, le 10 avril 1826, expédié à Saint-Pétersbourg. À partir du 12 avril, il est emprisonné à la Forteresse Pierre-et-Paul.
Condamné de 1re catégorie le 10 juillet 1826 aux travaux forcés à vie, le 23 juillet 1826, avec son frère, ils sont envoyés enchaînés en Sibérie. Le 22 août 1826, la peine est réduite à 20 ans.
Les deux frères arrivent à Irkoutsk le 29 août 1826 où ils sont envoyés à la distillerie Alexander. Le 6 octobre 1826, ils retournent à Irkoutsk. Le 8 octobre, ils travaillent à la mine Blagodatsky. Ils ont ensuite été transférés de la mine Blagodatsky à la prison de Tchita où ils arrivent le 29 septembre 1827. En 1828, il collabore aux recherches de Nikolaï Tourtchaninov, avec les autres décembristes Sergueï Volkonski, Fiodor Petrovitch Chakhovskoï, Iosif Podgio et son frère Piotr, mais Tourtchaninov ne pourra évidemment jamais les nommer dans ses écrits.
Transférés à Petrovsk-Zabaïkalski en septembre 1830, le 8 novembre 1832, la durée de leurs travaux forcés est réduite à 15 ans puis, le 14 décembre 1835, à 13 ans.
Dans le Petrovsky Zavod, les frères menent ensemble des observations météorologiques régulières, ce qui a ensuite permis de déterminer les températures mensuelles moyennes de la Sibérie.
À la fin de sa peine de travaux forcés, par décret du 10 juillet 1839, les deux frères sont envoyés en exil dans le village de Podlopatki (en) (district de Verkhneudinsky) en province d'Irkoutsk (aujourd'hui district de Mukhorshibirsky en Bouriatie).
Par décret du 21 mars 1841, les frères sont transférés au village de Malaya Razvodnaya. Le 30 septembre 1854, Peter meurt subitement. Andrei se donne la mort après la mort de son frère.
Il a été enterré dans le village de Bolshaya Razvodnaya mais sa tombe n'a pas été conservée.